# NGC 1139
NGC 1139 (również PGC 10888) – galaktyka spiralna z poprzeczką (SB0-a), znajdująca się w gwiazdozbiorze Erydanu. Odkrył ją Francis Leavenworth 1 stycznia 1886 roku.
W galaktyce tej zaobserwowano supernową SN 2000dp.